# Wybory samorządowe w Albanii w 2011 roku
Wybory samorządowe w Albanii w 2011 roku – wybory do organów samorządu terytorialnego i na burmistrzów miast, które odbyły się w Albanii 8 maja 2011.

## Koalicje wyborcze
W albańskich wyborach samorządowych wystartowały dwie szerokie koalicje skupione wokół największych partii politycznych:
- Koalicja dla Obywateli (alb. Aleanca për Qytetarin), skupiona wokół Demokratycznej Partii Albanii
- Koalicja dla Przyszłości (alb. Aleanca për të Ardhmen), skupiona wokół Socjalistycznej Partii Albanii.

Oprócz nich w wyborach wzięło udział dziesięć partii politycznych, które wystartowały samodzielnie. Wśród 384 zgłoszonych kandydatów na burmistrzów znalazło się zaledwie 9 kobiet.

Zwycięzcy wyborów w stolicach okręgów (PD - Demokratyczna Partia Albanii, PS - Socjalistyczna Partia Albanii, LSI - Socjalistyczny Ruch Integracji, PDIU - Partia Sprawiedliwości i Integracji)

## Przebieg wyborów
Przebieg wyborów nadzorowała Centralna Komisja Wyborcza. Odbywały się one w 7882 lokalach wyborczych. Głosowanie rozpoczęło się 8 maja 2011 o godzinie 7.00, a zakończyło w tym samym dniu o godzinie 20.00. W wyborach wzięło udział 50,9% osób uprawnionych do głosowania. Najwyższą frekwencję zanotowano w Okręgu Kukës - 66.9%, zaś najniższą w Okręgu Wlora - 42.1% uprawnionych do głosowania.

## Wyniki wyborów
Proces liczenia głosów trwał aż sześć dni i odbywał się w atmosferze nacisków ze strony głównych sił politycznych, a także interwencji ambasadorów, akredytowanych w Albanii, obawiających się o wybuch zamieszek na ulicach. Największe spory budził wynik wyborów w Tiranie, gdzie wstępnie zwycięzcą został ogłoszonych przywódca partii socjalistycznej - Edi Rama. Po stwierdzeniu nieprawidłowości w liczeniu części głosów, dokonano ich ponownego przeliczenia. Budynek Centralnej Komisji Wyborczej został otoczony kordonem policji i oddzielony od tłumu demonstrującego swoje niezadowolenie. Ostatecznie zwycięzcą został polityk rządzącej partii - Lulzim Basha, który pokonał Ediego Ramę 81 głosami. Stołeczna metropolia została podzielona na 11 obwodów wyborczych - w siedmiu z nich najwięcej głosów otrzymała Koalicja dla Obywateli. W skali kraju na Koalicję dla Obywateli głosowało 733 520 osób, zaś na Koalicję dla Przyszłości 662 630 osób. Mimo to Koalicja dla Obywateli będzie sprawować władzę w 30 gminach miejskich, zaś opozycja w 35 okręgach miejskich. Rządząca koalicja zdominuje okręgi wiejskie (173 przy 103, w których zwyciężyła opozycja).

## Zwycięzcy wyborów
| Miasto      | Zwycięzca     | Partia                        |
| ----------- | ------------- | ----------------------------- |
| Berat       | Fadil Nasufi  | Socjalistyczna Partia Albanii |
| Durrës      | Vangjush Dako | Socjalistyczna Partia Albanii |
| Elbasan     | Qazim Sejdini | Socjalistyczna Partia Albanii |
| Fier        | Baftjar Zeqar | Socjalistyczna Partia Albanii |
| Gjirokastra | Flamur Bime   | Socjalistyczna Partia Albanii |
| Kavajë      | Elvis Rroshi  | Socjalistyczna Partia Albanii |
| Korcza      | Niko Peleshi  | Socjalistyczna Partia Albanii |
| Kukës       | Hasan Halili  | Demokratyczna Partia Albanii  |
| Lezha       | Viktor Tushaj | Demokratyczna Partia Albanii  |
| Lushnja     | Fatos Tushe   | Socjalistyczna Partia Albanii |
| Pogradec    | Artan Shkëmbi | Socjalistyczna Partia Albanii |
| Saranda     | Stefan Çipa   | Socjalistyczna Partia Albanii |
| Szkodra     | Lorenc Luka   | Demokratyczna Partia Albanii  |
| Tirana      | Lulzim Basha  | Demokratyczna Partia Albanii  |
| Wlora       | Shpëtim Gjika | Socjalistyczna Partia Albanii |